# Escrits Joànics

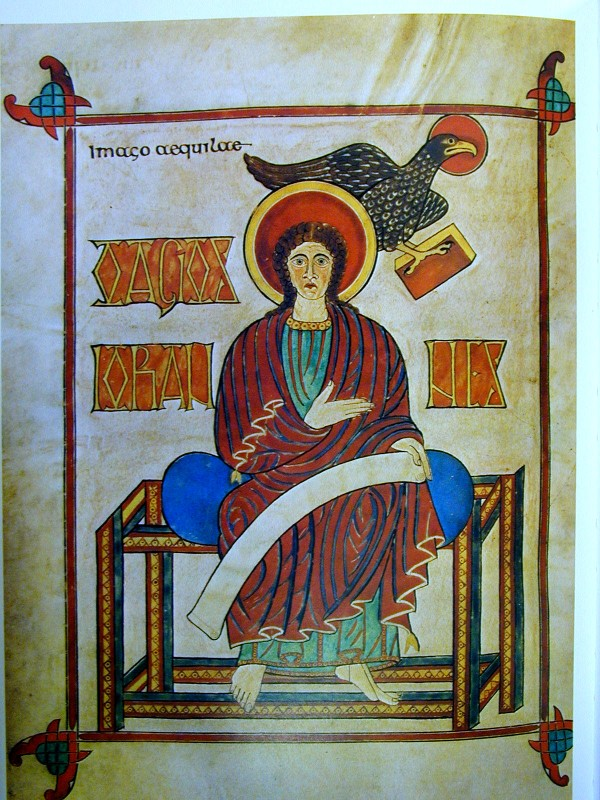
Miniatura representant Sant Joan dels Evangelis de Lindisfarne

Els Escrits Joànics (o Literatura Joanina) són els llibres del Nou Testament atribuïts a l'evangelista Joan, que tradicionalment s'han identificat amb l'apòstol Joan. Aquest llibres són l'Evangeli segons Joan, la Primera Epístola de Joan, la Segona Epístola de Joan, la Tercera Epístola de Joan i l'Apocalipsi.

## Context històric
Si bé cadascuna de les cinc obres responen a una situació particular, totes parteixen d'unes circumstàncies comunes. La més evident són els conflictes amb els jueus després de la derrota dels jueus per part dels romans i la destrucció de Jerusalem. Quan es formaren els Escrits Joànics, a finals del segle i, s'havia consumat el trencament dels cristians amb la sinagoga. Els jueus se centraren a defensar la seva identitat i s'expulsaren als dissidents.
L'expressió els jueus apareix en 71 ocasions al quart evangeli. Sovint té un sentit negatiu, ja que s'identifiquen als jueus amb els qui van rebutjar Jesús i es van oposar als deixebles expulsant-los de la sinagoga. També indica que els jueus anomenaven natzarens o minim als apòstates o heretges perquè els considerava perillosos. Però no sempre el sentit de l'expressió és negatiu, ja que el cristianisme és vist com la plenitud del judaisme, i hi ha múltiples referències a l'Antic Testament. Les cartes de Joan no reflecteixen tensions amb els jueus, sinó problemes dins la pròpia comunitat cristiana, però a l'Apocalipsi hi ha referències al fet que alguns jueus volien desconcertar els seguidors de Crist.
Els escrits també denoten un context de religiositat gnòstica, que es veia com un perill per als cristians. També indiquen que alguns consideraven que Joan Baptista era superior a Jesús. Els cristians es veien també entre altres perills externs, com la suprestició i l'obligació de donar culte a l'emperador i els déus. Per això explica que a Efes es cremaren llibres de màgia. Per altra banda, a l'Evangeli i les cartes no es perceben dificultats amb les autoritats, però sí a l'Apocalipsi, on es pot entreveure que a mesura que prenia força el culte diví als emperadors, els cristians tenien més dificultats per conservar la fe.

## Autoria
La varietat de gèneres dels escrits atribuïts per la tradició a Joan ha plantejat històricament problemes sobre l'autoria. Si bé hi ha evidències que l'evangeli i les cartes provinguin d'un mateix autor o autors propers, l'Apocalipsi és un text molt diferent que els anteriors, i per això hi ha dubtes sobre l'autoria. Alguns estudiosos han apuntat a la possibilitat que la tradició hagi identificat erròniament diversos autors anomenats Joan amb la figura de l'apòstol Joan.
Cobra més pes actualment la teoria que tots els textos es refereixen a un ambient vital comú perquè tenen coincidències en el caràcter litúrgic, el tema i el vocabulari, com el fet de designar a Jesús com Logos o la referència al que van traspassar, que només apareix al quart evangeli i l'Apocalipsi. Ambdós escrits coincideixen que Jesús guanya el combat entre els fills de les tenebres i els fills de la llum.
Una altra teoria apunta que els testimonis de la tradició i els trets comuns porten a una comunitat particular que aparegué al voltant de l'apòstol. En aquest sentit alguns autors consideren que els escrits són d'una escola Joànica de l'antiguitat, similar a les de Pitàgores, Plató, Aristòtil o Epicur. Les diverses teories sobre aquesta comunitat coincideixen que hauria tingut les seves arrels en el judeocristianisme, patí l'expulsió de la sinagoga i va assolir una cristologia més desenvolupada a partir d'una visió senzilla del Messies. En qualsevol cas, segons els textos, es tractaria d'una comunitat relacionada amb altres comunitats cristianes, amb consciència de la unitat de l'Església.